# Collioure
Collioure (em catalão:  Cotlliure) é uma comuna francesa na região administrativa da Occitânia, no departamento dos Pirenéus Orientais. Estende-se por uma área de 13.02 km², com 2.418 habitantes, segundo o censo de 2018, com uma densidade de 190 hab/km².